# Sistema Nacional de Controle de Medicamentos
O Sistema Nacional de Controle de Medicamentos sustentado pela Lei Federal Nº 11.903, de 14 de janeiro de 2009 e RDC 59/09 da Agência Nacional de Vigilância Sanitária é um sistema de rastreamento e controle de autenticidade de medicamentos. Tal sistema, definido no final de 2009 com a publicação das legislações referentes tem como base a utilização de um sistema de código de barras bidimensional com tecnologia Datamatrix. Por cima do código de barras ficariam coladas etiquetas fornecidas pela Casa da Moeda para aumentar ainda mais a segurança deste. O sistema inclui toda a rota desde a produção dos medicamentos até sua venda ao consumidor final. Além disso, todas as frações de medicamentos, como doses unitárias, múltiplas, embalagens secundárias terão um Identificador Único de Medicamento.
Em 2011 a Anvisa suspendeu a implantação do sistema alegando revisão da tecnologia utilizada, após reclamação da indústria de medicamentos.